# Minonoa elvira
Minonoa elvira är en fjärilsart som beskrevs av Paul Dognin 1909. Minonoa elvira ingår i släktet Minonoa och familjen Dalceridae. Inga underarter finns listade i Catalogue of Life.